# كريستين سيدل
كريستين سيدل (بالإنجليزية: Christiane Seidel)‏ هي ممثلة أمريكية، ولدت في 3 أبريل 1988 بويتشيتا فولز في الولايات المتحدة.

## وصلات خارجية
- كريستين سيدل على موقع IMDb (الإنجليزية)
- كريستين سيدل على موقع ألو سيني (الفرنسية)
- كريستين سيدل على موقع قاعدة بيانات الفيلم (الإنجليزية)
- كريستين سيدل على موقع كينوبويسك (الروسية)